# 竹ヶ島海中公園

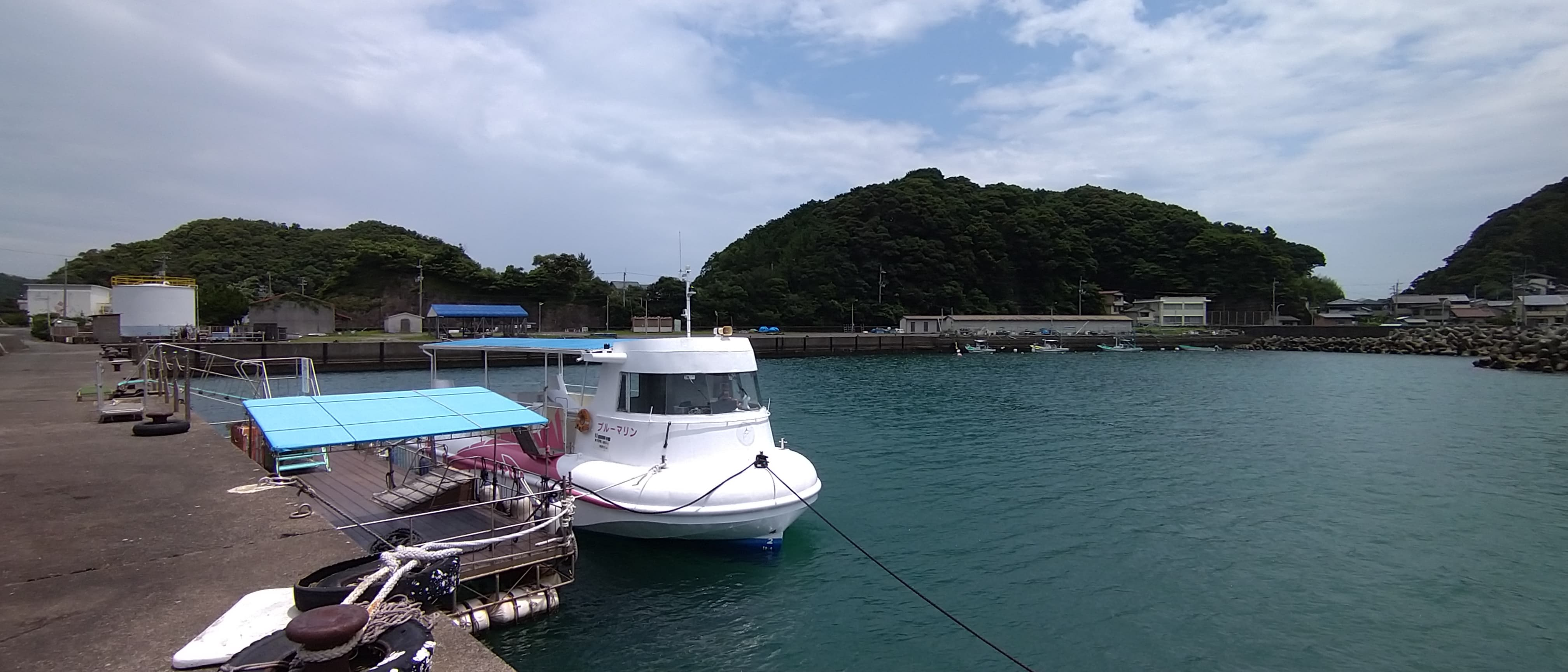
竹ヶ島港

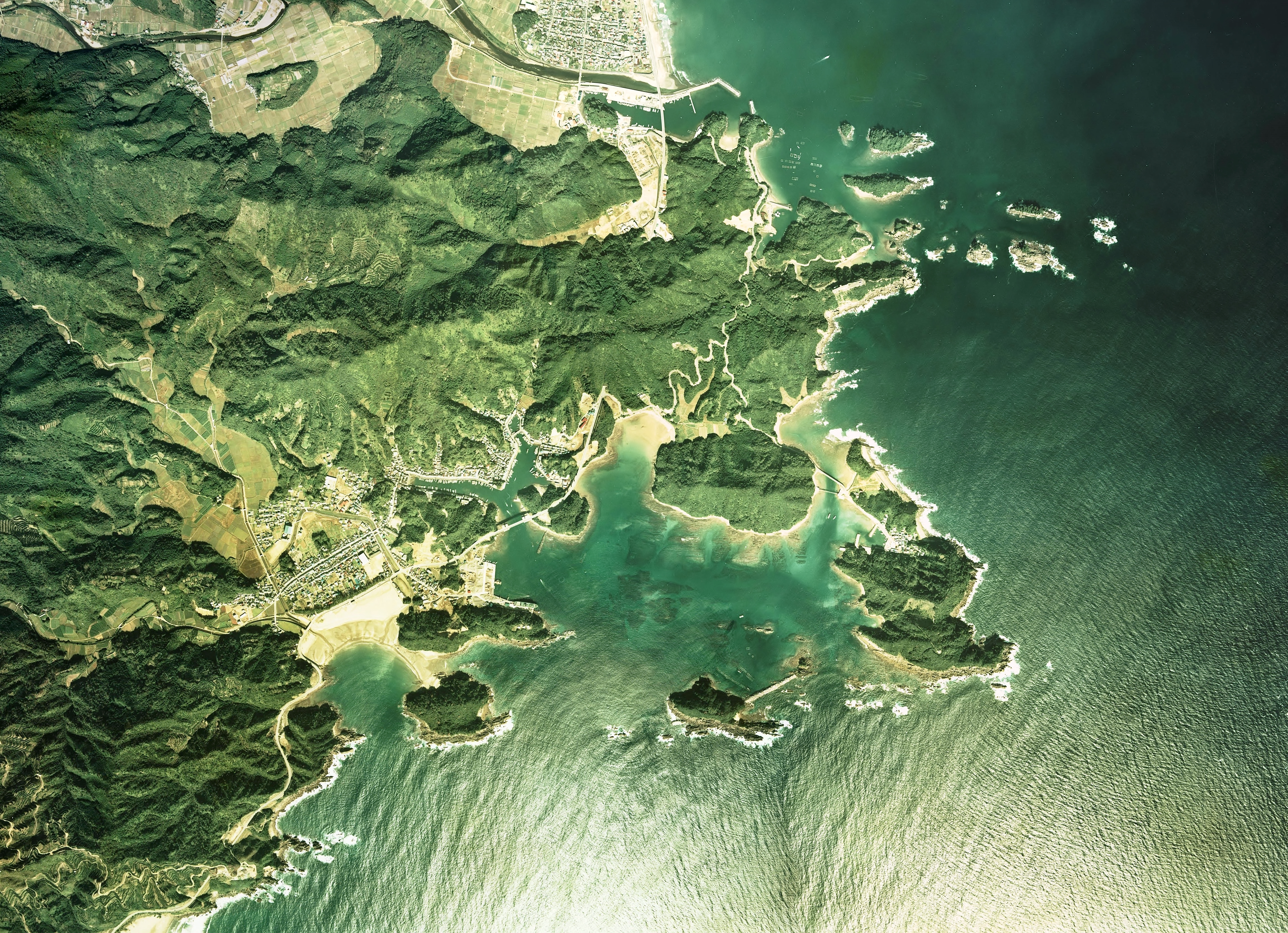
竹ヶ島海中公園付近の空中写真。1977年撮影の2枚を合成作成。
。

竹ヶ島海中公園（たけがしまかいちゅうこうえん）は、徳島県海部郡海陽町の竹ヶ島にある海域公園（旧称：海中公園）。とくしま88景と、四国八十八景21番「海中観光船による竹ケ島海域公園幻想クルーズ」として選定されている。

## 概要

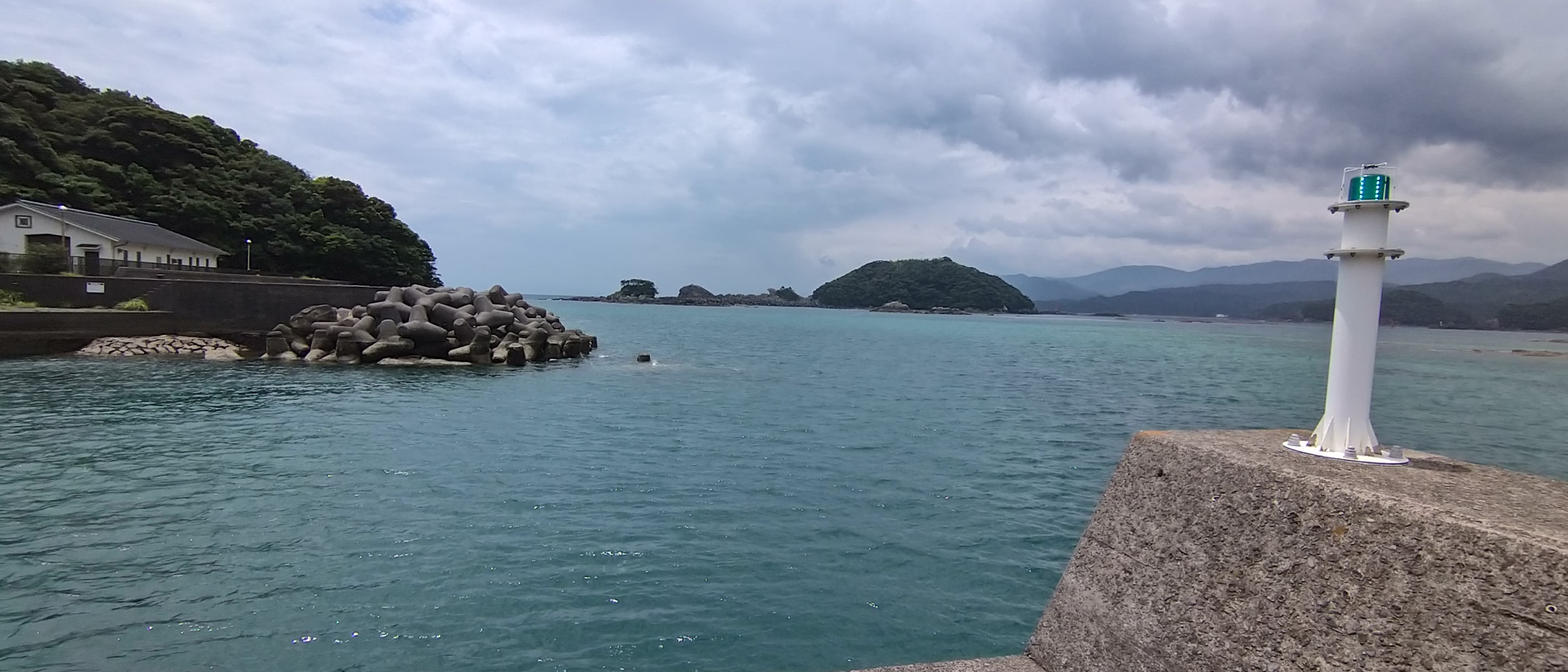
竹ケ島の内海

南海の宝石と称される竹ヶ島海中公園は、海陽町にある竹ヶ島の北西部一帯に広り、環境庁指定の海中公園である。竹ヶ島港からは竹ヶ島海中公園を散策する為にブルーマリン号が出航している。竹ヶ島橋を渡ってすぐ左にある白い建物の海洋自然博物館マリンジャムで、チケットの販売をしている。
また海中公園内には20種類以上サンゴが生息し、様々な生物が生息しているが、公園内の汚染などが原因で失われつつある。ダイビングやシーカヤックを体験することもできる。

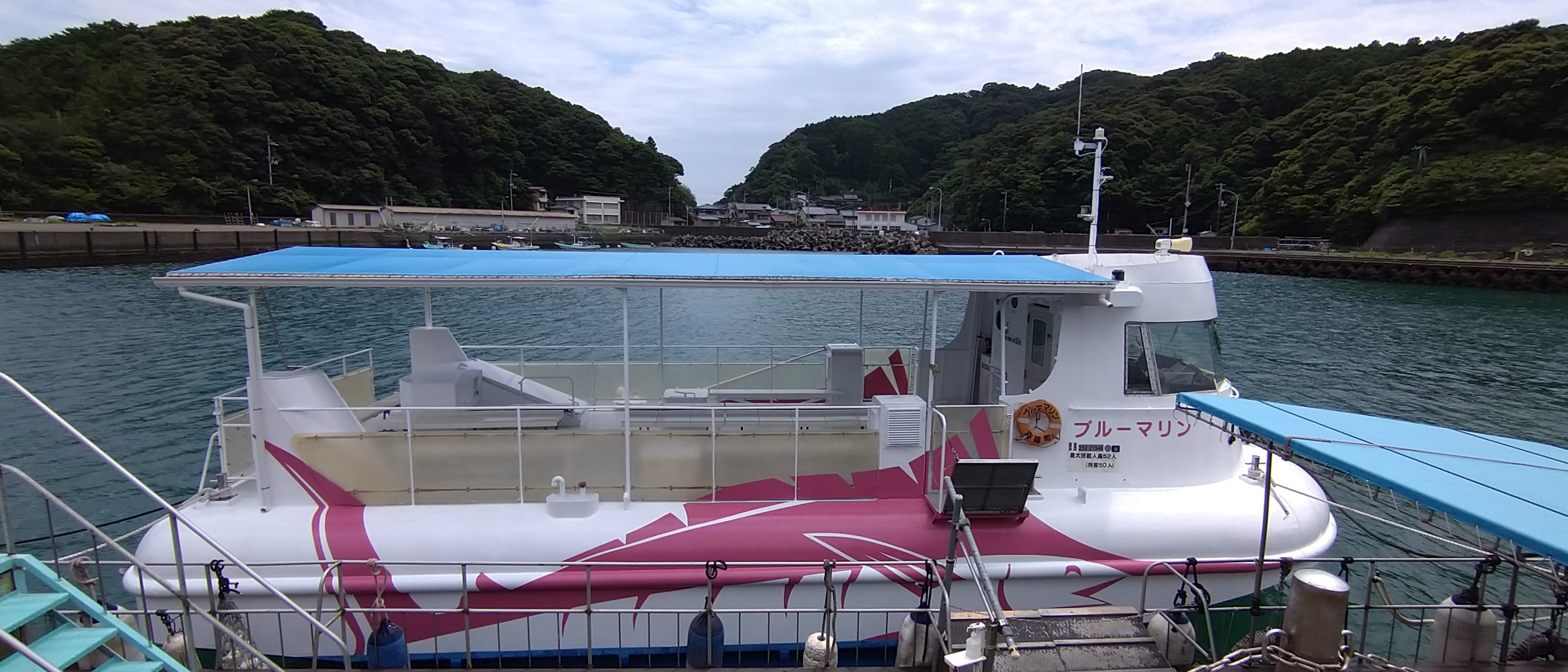
ブルーマリン号